# Amelia Valcárcel
Amelia Valcárcel i Bernaldo de Quirós (Madrid, 16 de novembre de 1950) filòsofa espanyola. Va estudiar filosofia a les universitats d'Oviedo i València. La seva formació inicial va ser analítica, però els seus primers treballs els va dedicar a l'idealisme alemany. Durant tres dècades va ser docent a la Universitat d'Oviedo i actualment és Catedràtica de Filosofia Moral i Política de la UNED. Des de 2004 és Vicepresidenta del Real Patronat del Museo del Prado i des de 2006 és membre del Consell d'Estat.

## Carrera
Té un ampli currículum en la docència i la investigació. Ha dirigit, coordinat i presidit seminaris i congressos, ha participat en diferents projectes de recerca sobre filosofia, valors i posició de les dones a la societat. També ha format i forma part de jurats de recerca nacionals i internacionals, així com de consells de redacció de diverses revistes i col·leccions editorials. Va ser directora de la revista Leviatán. És membre del Jurat dels Premis Princesa d'Astúries.
Ha exercit diversos càrrecs en diferents institucions: actualment és consellera d'estat des de l'any 2006 i vicepresidenta del Reial Patronat del Museu del Prado des de l'any 2004. Entre 1993 i 1995 va ser consellera d'Educació, Cultura, Esports i Joventut del govern socialista d'Astúries.
La seva vida acadèmica té dos vessants, filosofia i feminisme. Amb diverses obres rellevants i algunes traduïdes a altres idiomes, les seves primeres publicacions van estar dedicades a Hegel, a l'idealisme alemany, als conceptes clau de la filosofia política i a la capacitat de la filosofia per establir i posar normes als gèneres sexuals. Es considera que pel que fa al feminisme filosòfic, forma part del corrent del feminisme de la igualtat. Ha treballat en estreta col·laboració amb les filòsofes Celia Amorós i Victòria Camps i ha col·laborat en el Seminari d'Antropologia de la Conducta que va dirigir Carlos Castilla del Pino.
Va irrompre en el pensament filosòfic espanyol amb la provocativa tesi Dret al mal (1980). Va treballar amb posterioritat la heterodesignació dona, el concepte de poder, el concepte d'igualtat, i el seu paper en la gènesi del pensament modern. Més tard va investigar els temes clàssics d'ontologia en l'intent de fixar l'“ontologia de la modernitat” i els seus pensaments de referència. Postmodernitat, secularització, declivi de l'explicació religiosa del món i l'aparició de l'ètica moderna són els punts nodals del seu pensament. El tret que defineix el seu pensament feminista és el de tematitzar el feminisme dins de la història canònica de la filosofia política. Els llibres en què realitza la seva més nítida aportació a la teoria feminista i la seva cronologia son Feminisme al món global (2008), i La memòria i el perdó (2010), una recerca en la història de les idees morals.
Al maig del 2011 va ser designada per formar part de la comissió de persones expertes que decidiria el futur del Valle de los Caídos de la qual també formaren part historiadors com Ricard Vinyes, juristes com Miguel Herrero de Miñón i el monjo benedictí Hilari Raguer.

## Distincions
- 2006 Medalla del Principat d' Astúries en la seva modalitat de plata, en reconeixement tant a la seva tasca en el pensament feminista espanyol, com a la seva lluita per la igualtat i "arriscats plantejaments en el món de les idees", així com per la seva compromesa dedicació al món de la docència i recerca.[7]
- 2015 Doctorat Honoris Causa per la Universitat de Veracruz (Mèxic) en reconeixement de la seva excel·lent trajectòria professional acadèmica en els camps de la filosofia i el feminisme.[8]

## Obres
- Hegel y la Ética (finalista del Premi Nacional d' Assaig de les lletres espanyoles 1989).
- Sexo y Filosofia (1991).
- Del miedo a la igualdad(1993), finalista del Premi Nacional d'Assaig de les lletres espanyoles de 1994).
- El concepto de igualdad (1995).
- La política de las mujeres (1997).
- Ética contra estética (1998).
- Rebeldes (2000).
- Pensadoras del siglo XX (2001) del que és també coordinadora i editora.
- El sentido de la libertad (2001).
- Ética para un mundo global (2002).
- Hablemos de Dios (2007), escrit en col·laboració amb Victoria Camps.
- Feminismo en un mundo global (2008).
- La memória y el perdón (2010).

## Edicions
- El Concepto de Igualdad
- Los Desafíos del Feminismo en el siglo XXI
- Pensadoras del siglo XX
- El sentido de la Libertad
- El Debate del voto femenino en la Constitución de 1931
- Feminismo, género e igualdad